# Círculo de bananeiras
O tratamento de efluentes por meio de Círculo de Bananeiras é um processo que engloba o tratamento complementar de efluentes provenientes de tanque séptico, bem como de disposição final de águas cinzas. Neste processo, o efluente é direcionado para uma vala em formato circular, preenchida com britas e recoberta com gravetos ou restos vegetais. Ao redor da vala são plantadas espécies vegetais, como bananeiras, mamoeiros, lírios e vegetações menores. As espécies vegetais ajudarão no reuso do efluente.
Esse método teve origem na observação do efeito dos ventos sobre culturas de coqueiros. Coqueiros caídos devido a ação dos ventos, davam origem a círculos de coqueiros, que nasciam e se desenvolviam, produzindo de forma mais efetiva se comparado a indivíduos isolados. Fato possível devido ao acúmulo de folhas, ramos e frutos no interior do círculo, que auxiliam na retenção de umidade e na concentração de nutrientes. Dessa observação, originou-se a aplicação em outras culturas, como a da banana.
As culturas de banana, no entanto, devido a presença de folhas largas, conseguem promover a evaporação de grandes quantidades de água, o que contribui para o uso destas culturas para o tratamento das águas cinzas provenientes de residências.

## Aplicação
Águas cinzas, provenientes de pias, tanques e chuveiros, são prejudiciais ao meio ambiente, quando lançadas diretamente no solo. O meio rural, principalmente, lida com sérios problemas relacionados com a ausência de disposição final adequada para águas cinzas. O círculo de Bananeiras se mostra uma alternativa para o tratamento destes efluentes.
O Círculo de Bananeiras é um elemento fundamental na habitação rural. Esta tecnologia cumpre funções importantes, como:
1.	Tratamento de águas residuárias de forma local; 
2.	Compostagem de resíduos orgânicos proveniente de quintais e materiais lenhosos, acelerando o processo de decomposição e evitando a queima dos mesmos; 
3.	Produção  de  alimentos,  podendo ser associado a várias outras espécies, como mamão,   batata   doce,   inhame,   gengibre, tomate,  entre  outras,  fazendo uso de pequenos requisitos de área.

## Dimensionamento[2][3]
Para a construção de Círculos de Bananeiras, deve-se abrir uma vala de 1,4 m de diâmetro e 0,6 m de profundidade. Esta vala será preenchida com britas, troncos de madeira pequenos, galhos médios e finos, capins e folhas, devendo formar um amontoado acima da borda da vala, de modo que a superfície fique abaulada. A terra retirada do buraco deve ser colocada na borda do círculo de bananeiras, aumentando a altura da vala. É importante observar o local onde a tecnologia será implementada, estudar bem o solo, a insolação, a incidência de geadas, e outros fatores ambientais que possam influenciar no desenvolvimento das plantas.
Em caso de solos arenosos, é necessário adicionar camadas de argila para retardar a infiltração do efluente no solo, possibilitando, assim, que a macrovida possa quebrar as moléculas dos nutrientes e demais compostos presentes no efluente a ser tratado. 
As águas cinzas serão direcionadas para dentro da vala, por meio de um tubo de esgoto, com diâmetro de 100 mm, contendo um joelho na ponta para evitar o entupimento. Para evitar proliferação e presença de animais indesejados, como mosquitos, não se deve usar valas abertas para a condução dos efluentes a serem tratados.
Ao todo, devem ser plantadas de 4 a 6 mudas de bananeiras ao redor da vala, a uma distância de aproximadamente 60 cm entre elas. Devido a presença de folhas largas, as bananeiras evaporam grandes quantidades de água e se adaptam bem a solos úmidos e ricos em matéria orgânica. Se o volume de água lançada for maior que a capacidade de recebimento, deve ser construído outro sistema de Círculo de Bananeiras interligado ao primeiro.

### Caixas de Gordura[2][3]
A instalação da caixa de gordura é importante para reter gorduras, graxas e óleos contidos nas águas cinzas, evitando que estes componentes possam escoar livremente pela rede, causando obstrução. Além disso, a retenção deste material impedirá que o fundo da vala seja impermeabilizado. As gorduras dificultam os processos biológicos e reduzem o ciclo de vida de um Círculo de Bananeiras.

## Tratamento
As águas residuárias sofrem tratamento biológico através do círculo de bananeiras, de forma que os microrganismos presentes, principalmente bactérias e fungos, decompõem a matéria orgânica, liberando, assim, nutrientes que são absorvidos pelas raízes das bananeiras. O excesso de água sofre evapotranspiração e é direcionado naturalmente para a atmosfera, na forma de água pura.
O material orgânico, poroso e rico em carbono, ajuda a equilibrar a decomposição da água cinza. As plantas alimentam-se da água rica em nutrientes e cada uma evapora cerca de 20L de água por dia, o que ajuda o sistema a funcionar de forma ideal, além de beneficiar a produção de bananas.

## Vantagens[3]
As vantagens do Círculo de Bananeiras para tratamento de águas residuárias são:
1.	Promove a recarga do lençol freático.
2.	Diminui o consumo de água tratada para a irrigação.
3.	Mantém os nutrientes no local.
4.	Promove o crescimento da vegetação local.
5.	Diminui o volume de esgoto e consequentemente o impacto em fossas.

## Custos
O círculo de bananeiras se mostra uma alternativa de baixo custo e de fácil manutenção para o tratamento de águas cinzas ou pós-tratamento de efluentes de tanque séptico. Sua construção pode ser realizada com matérias locais e de fácil disponibilidade sem grande complexidade de instalação. Seu tempo de vida útil é de cerca de três anos.

## Operação e manutenção
Com a adaptação da vegetação ao solo úmido e rico em matéria orgânica, esta unidade de tratamento necessita apenas de poda e roçagem, para evitar o seu crescimento excessivo, bem como a destinação final da vegetação.
Sempre colocar aparas de poda, como  gramas, capins e galhos, no centro para alimentar o círculo e evitar que o buraco seja inundado com a água da chuva.
Após colher o cacho de bananas, deve-se cortar a bananeira bem na base e em pedaços de 1 metro e depositar no centro do círculo. A cada 3 anos aproximadamente, todo o material depositado no buraco pode ser retirado e reaproveitado como adubo orgânico para horta. Deve-se repor o material como no início da implantação do círculo. Um novo círculo pode ser implantado nas proximidades do anterior para sua substituição.
A água cinza não deve conter água preta dos sanitários. Estas deveriam ir para outros sistemas apropriados para o seu tratamento. Nas pias e chuveiros deve-se evitar o uso de detergentes químicos e outras substâncias tóxicas, como o cloro, pois estas substâncias matam os microrganismos e impedem o processo de tratamento.